# Donkervoort
Donkervoort este un producător de vehicule olandez cu sediul în Lelystad. Compania a fost fondată în 1978. Produce în principal vehicule sport.